# Dion Phaneuf
Dion Phaneuf (* 10. dubna 1985, Edmonton, Alberta, Kanada) je bývalý kanadský hokejový obránce, který odehrál 14 sezón v severoamerické lize (NHL).

## Individuální úspěchy
- MSJ 2004 – All-Star Tým na MSJ (Kanada)
- 2004 – Bill Hunter Memorial Trophy (Red Deer Rebels)
- MSJ 2005 – All-Star Tým na MSJ (Kanada)
- WHL 2003/2004, WHL 2004/2005 – 1. WHL East All-Star Team (Red Deer Rebels)
- WHL 2003/2004, WHL 2004/2005 – Obránce roku WHL (Red Deer Rebels)
- WHL 2003/2004, WHL 2004/2005 – 1. All-Star Team kanadských juniorských soutěží (Red Deer Rebels)
- WHL 1994/2005 – Bill Hunter Memorial Trophy (Red Deer Rebels)
- NHL 2005/2006 – NHL All-Rookie Team (Calgary Flames)
- NHL 2006/2007, NHL 2007/2008, NHL 2011/2012 – NHL All-Star Game (Calgary Flames, Toronto Maple Leafs)
- NHL 2007/2008 – 1. All-Star Team NHL (Calgary Flames)

## Týmové úspěchy
- WHL 2001/2002 – Scotty Munro Memorial Trophy (Red Deer Rebels)
- MSJ 2004 – 2. místo na MS juniorů (Kanada)
- MSJ 2005 – 1. místo na MS juniorů (Kanada)
- MS 2007 – 1. místo na MS (Kanada)

## Prvenství
- Debut v NHL – 5. října 2005 (Minnesota Wild proti Calgary Flames)
- První gól v NHL – 10. října 2005 (Colorado Avalanche proti Calgary Flames, švýcarskému brankáři David Aebischer)
- První asistence v NHL – 10. října 2005 (Colorado Avalanche proti Calgary Flames)

## Klubové statistiky
| Sezóna       | Klub                | Soutěž       |      | Základní část | Základní část | Základní část | Základní část | Základní část |   | Play off | Play off | Play off | Play off | Play off |
| Sezóna       | Klub                | Soutěž       | Z    | G             | A             | B             | TM            | Z             | G | A        | B        | TM       |          |          |
| 2001–02      | Red Deer Rebels     | WHL          | 67   | 5             | 12            | 17            | 170           | 21            | 0 | 2        | 2        | 14       |          |          |
| 2002–03      | Red Deer Rebels     | WHL          | 71   | 16            | 14            | 30            | 185           | 23            | 7 | 7        | 14       | 34       |          |          |
| 2003–04      | Red Deer Rebels     | WHL          | 62   | 19            | 24            | 43            | 126           | 19            | 2 | 9        | 11       | 30       |          |          |
| 2004–05      | Red Deer Rebels     | WHL          | 55   | 24            | 32            | 56            | 73            | 7             | 1 | 4        | 5        | 12       |          |          |
| 2005–06      | Calgary Flames      | NHL          | 82   | 20            | 29            | 49            | 93            | 7             | 1 | 0        | 1        | 7        |          |          |
| 2006–07      | Calgary Flames      | NHL          | 79   | 17            | 33            | 50            | 98            | 6             | 1 | 0        | 1        | 7        |          |          |
| 2007–08      | Calgary Flames      | NHL          | 82   | 17            | 43            | 60            | 182           | 7             | 3 | 4        | 7        | 4        |          |          |
| 2008–09      | Calgary Flames      | NHL          | 80   | 11            | 36            | 47            | 100           | 5             | 0 | 3        | 3        | 4        |          |          |
| 2009–10      | Calgary Flames      | NHL          | 55   | 10            | 12            | 22            | 49            | —             | — | —        | —        | —        |          |          |
| 2009–10      | Toronto Maple Leafs | NHL          | 26   | 2             | 8             | 10            | 34            | —             | — | —        | —        | —        |          |          |
| 2010–11      | Toronto Maple Leafs | NHL          | 66   | 8             | 22            | 30            | 88            | —             | — | —        | —        | —        |          |          |
| 2011–12      | Toronto Maple Leafs | NHL          | 82   | 12            | 32            | 44            | 92            | —             | — | —        | —        | —        |          |          |
| 2012–13      | Toronto Maple Leafs | NHL          | 48   | 9             | 19            | 28            | 65            | 7             | 1 | 2        | 3        | 6        |          |          |
| 2013–14      | Toronto Maple Leafs | NHL          | 80   | 8             | 23            | 31            | 144           | —             | — | —        | —        | —        |          |          |
| 2014–15      | Toronto Maple Leafs | NHL          | 70   | 3             | 26            | 29            | 108           | —             | — | —        | —        | —        |          |          |
| 2015–16      | Toronto Maple Leafs | NHL          | 51   | 3             | 21            | 24            | 67            | —             | — | —        | —        | —        |          |          |
| 2015–16      | Ottawa Senators     | NHL          | 20   | 1             | 7             | 8             | 23            | —             | — | —        | —        | —        |          |          |
| 2016–17      | Ottawa Senators     | NHL          | 81   | 9             | 21            | 30            | 100           | 19            | 1 | 4        | 5        | 17       |          |          |
| 2017–18      | Ottawa Senators     | NHL          | 53   | 3             | 13            | 16            | 34            | —             | — | —        | —        | —        |          |          |
| 2017–18      | Los Angeles Kings   | NHL          | 26   | 3             | 7             | 10            | 15            | 4             | 0 | 1        | 1        | 4        |          |          |
| 2018–19      | Los Angeles Kings   | NHL          | 67   | 1             | 5             | 6             | 53            | —             | — | —        | —        | —        |          |          |
| Celkem v NHL | Celkem v NHL        | Celkem v NHL | 1048 | 137           | 357           | 494           | 1345          | 55            | 7 | 14       | 21       | 49       |          |          |

## Reprezentace
| Rok                    | Tým                    | Soutěž                 | Z  | G | A  | B  | TM |
| ---------------------- | ---------------------- | ---------------------- | -- | - | -- | -- | -- |
| 2004                   | Kanada 20              | MSJ                    | 6  | 2 | 2  | 4  | 29 |
| 2005                   | Kanada 20              | MSJ                    | 6  | 1 | 5  | 6  | 14 |
| 2007                   | Kanada                 | MS                     | 7  | 0 | 8  | 8  | 2  |
| 2011                   | Kanada                 | MS                     | 7  | 0 | 3  | 3  | 8  |
| 2012                   | Kanada                 | MS                     | 8  | 2 | 0  | 2  | 4  |
| Juniorská reprezentace | Juniorská reprezentace | Juniorská reprezentace | 12 | 3 | 7  | 10 | 43 |
| Seniorská reprezentace | Seniorská reprezentace | Seniorská reprezentace | 22 | 2 | 11 | 13 | 14 |